# بال ۱ عملیات ویژه
بال ۱ عملیات ویژه (انگلیسی: 1st Special Operations Wing) بال عملیات ویژه نیروی هوایی ایالات متحده آمریکا است، که در فرودگاه صحرایی هرلبرت، در ایالت فلوریدا قرار دارد. این یگان یکی از سه شاخه عملیات ویژه نیروی هوایی ایالات متحده است و تحت فرماندهی ستاد فرماندهی عملیات‌های ویژه نیروی هوایی و زیرمجموعه فرعی فرماندهی عملیات ویژه ایالات متحده آمریکا است.
شاخه ۱ عملیات ویژه، سازمانی جانشین گروه شانزدهم تعقیب است که یکی از ۱۵ گروه هوایی رزمی اولیه تشکیل شده توسط ارتش قبل از جنگ جهانی دوم بود. بال ۱ عملیات ویژه در سال ۱۹۳۲ تأسیس شد.